# ジョージ・クック (1768年没)
ジョージ・クック（英語: George Cooke、1705年ごろ – 1768年6月5日）は、グレートブリテン王国の政治家。庶民院議員（在任：1742年 – 1747年、1750年 – 1768年）、陸軍支払長官（在任：1766年 – 1768年）を歴任した。

## 生涯
サー・ジョージ・クック（1676年 – 1740年11月4日）と妻アン（Anne、旧姓ジェニングス（Jennings）、1681年 – 1736年、庶民院議員エドワード・ジェニングスの末娘）の息子として、1705年ごろに生まれた。1717年にインナー・テンプルに入学、1728年に弁護士資格免許を取得、1733年にインナー・テンプルの評議員に選出された。1732年に父から譲られる形で人民間訴訟裁判所首席書記官（chief prothonotary）に就任して、1768年に死去するまで務めたほか、1742年にインナー・テンプルの朗読者（reader）に、1743年に会計係に選出された。1740年に父が死去すると、その遺産を継承した。
1742年1月、第2代ファルマス子爵ヒュー・ボスコーエンの支持を受けてトレゴニー選挙区の補欠選挙に出馬、当選を果たした。1747年イギリス総選挙ではミドルセックス選挙区から出馬したが、得票数3位（899票）で落選した。1747年の当選者の1人である第4代準男爵サー・ヒュー・スミソンが爵位継承により1750年に庶民院を離れると、補欠選挙が行われることになり、クックトーリー党候補として再び立候補した。スミソンはホイッグ党所属の銀行家フレイザー・ホニーウッドを支持したが、1747年の総選挙でホイッグ党候補を支持した第4代ベッドフォード公爵ジョン・ラッセルが選挙介入で不人気になり、スミソンも熱心に選挙活動をしたわけではなかったため、クックは1,617票対1,201票で当選した。その後、1754年と1761年の総選挙でホイッグ党の現職議員である初代準男爵サー・ウィリアム・ビーチャム＝プロクターとともに再選した。
2度目の議員期では1751年12月に土地税法案に反対、1752年1月にザクセン傭兵の雇用に反対した。1757年までにトーリー党から大ピット派に転じ、以降1768年に死去するまで大ピット派にとどまった。『英国議会史』によれば、この立場の変更によりクックの発言に矛盾が生じることになり、クックは1761年2月にハノーファー選帝侯領への資金援助に反対した一方、同年11月には七年戦争のドイツ戦線への参戦継続に賛成した。ビュート伯爵内閣期（1762年 – 1763年）では1762年12月に七年戦争の予備講和条約に反対票を投じ、グレンヴィル内閣期（1763年 – 1765年）ではジョン・ウィルクスへの一般逮捕状（general warrant）をめぐり野党に同調して投票、第1次ロッキンガム侯爵内閣期（1765年 – 1766年）では1765年印紙法に反対した。1766年7月に大ピットが首相に就任すると、クックは陸軍支払長官に任命され、以降議会で発言しなくなった。在任中の1767年2月に土地税法案に反対票を投じたため、大ピットへの手紙でそのことについて詫びた。
1768年イギリス総選挙ではジョン・ウィルクスが立候補してきた上、痛風に悩まされたため大苦戦したが、827票（得票数2位）で辛うじてビーチャム＝プロクター（802票）に競り勝った。しかし、その後も回復することなく、選挙から2か月後の1768年6月5日に死去した。

## 家族
1735年7月、キャサリン・ツイスデン（Catherine Twisden、1765年没、第3代準男爵サー・トマス・ツイスデンの娘）と結婚、7男1女をもうけた。
- ジョージ・ジョン（1784年没） - 1765年、ペネロープ・ボウヤー（Penelope Bowyer、1821年没、第3代準男爵サー・ウィリアム・ボウヤーの娘）と結婚、子供あり[2]
- トマス - 海軍軍人[2]
- ウィリアム[2]
- チャールズ - サー・チャールズ・モロイ（Sir Charles Molloy）の領地を継承して、姓をモロイに改めた[2]
- ほか3男 - 子供なし[2]